# Tiffany Shepis
Tiffany Shepis (* 11. September 1979 in New York) ist eine US-amerikanische Schauspielerin.
Shepis agiert in zahlreichen B-Movie-Horrorfilmen, weshalb sie auch den Titel „B-Movie Scream-Queen“ trägt. Ihre erste Rolle hatte sie in dem Troma-Trash Film Tromeo and Juliet. Sie wirkte bis heute in mehr als 80 Low-Budget-Horrorfilmen mit. Die meisten dieser Filme sind einem größeren Publikum kaum bekannt. So hatte sie eine kleine Rolle in dem vierten Teil der Toxic-Avenger-Reihe Citizen Toxie:The Toxic Avenger IV. 1999 stand sie erstmals in einer internationalen Produktion vor der Kamera: in der griechischen Komödie Everything for a Reason, die die beiden Brüder Vlas and Charlie Parlapanides in New Jersey drehten, spielte sie eine Nebenrolle. Sie wirkte auch in einigen Musikvideos mit, zum Beispiel in Destiny’s Childs Nasty Girl. 2009 stand sie als Slushy Goddess im preisgekrönten Comedy-Horror-Kurzfilm Thirsty vor der Kamera. In ihrer Kolumne im Fangoria Magazine gab sie im April 2012 Ratschläge, was man in seinem ersten Film nicht tun sollte. Im April 2012 war sie neben Debbie Rochon, Vernon Wells, Daniel Baldwin, Bill Moseley, Iron Shiek und Cassandra Peterson, Special Guest auf der „Milwaukee County Massacre“ Convention.
Sie ist die Vorlage für die Protagonistin Cassie Hack der Slasher-Comicreihe Hack/Slash von Tim Seeley. In Band 2 der Reihe, Hack/Slash Tödliche Fortsetzung, schrieb sie daher das Intro.

## Filmografie (Auswahl)
- 2006: Abominable
- 2023: Star Trek: Picard (Fernsehserie)